# Aeroseum

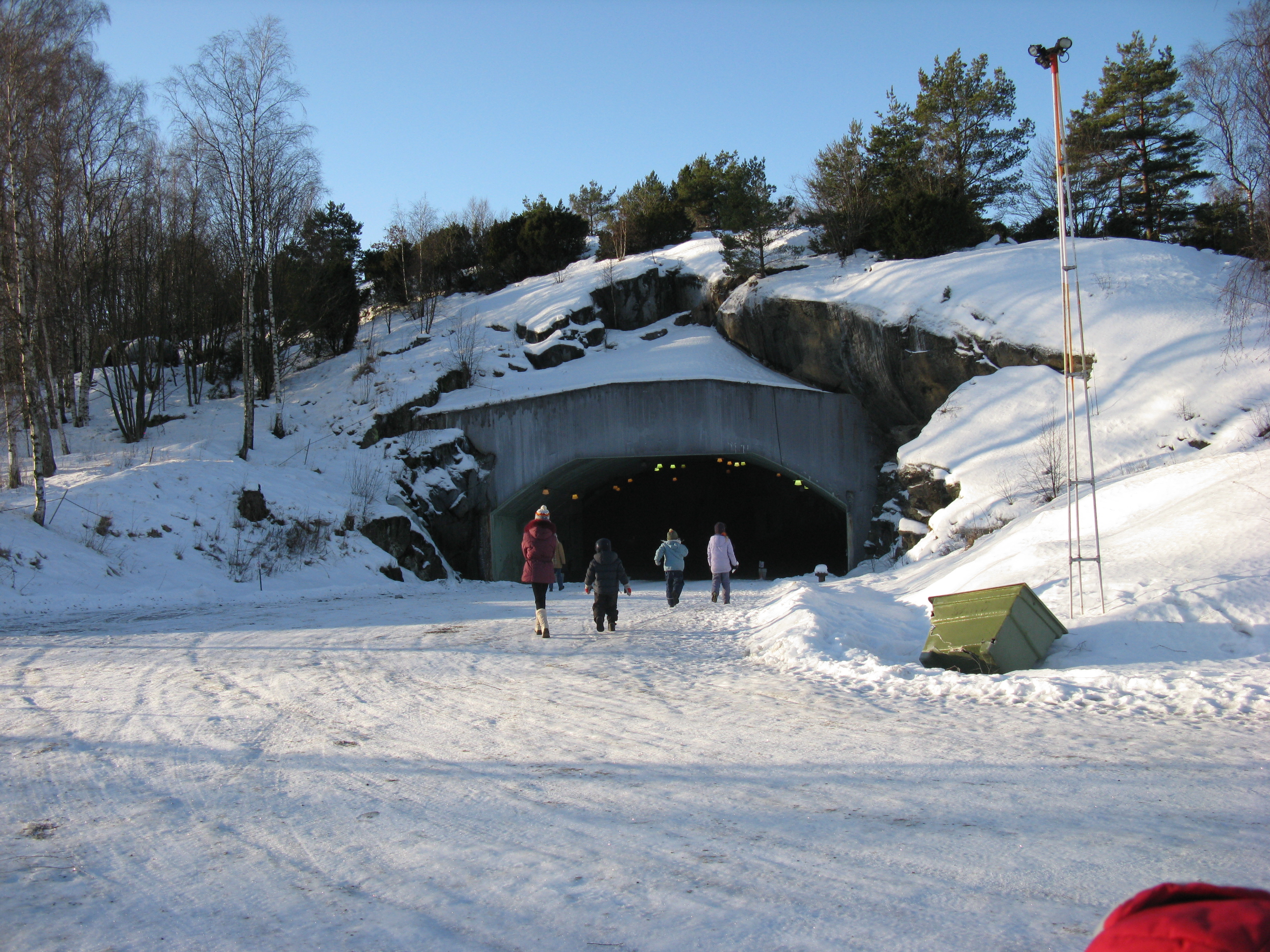
Ingången till Aeroseum.

Aeroseum är ett Flygupplevelsecentrum beläget i Säve norr om Göteborg. Anläggningen som består av ett underjordiskt bergrum är från 2000 Aeroseums upplevelsecentrum i före detta Göta flygflottiljs (F 9) berghangar. Berghangaren var en av totalt fem stycken som kom att byggas inom det Svenska flygvapnet.

## Verksamhet
Aeroseum är ett upplevelsecentrum med ambitionen att beskriva flygets historia och utveckling, såväl civilt som militärt samt nationellt och internationellt, från Ikaros dagar fram till vår tids rymdfart. Anläggningen är uppbyggd som ett upplevelsebaserat aktivitetscenter där besökaren ska kunna uppleva miljön och känslan av flygande farkoster med alla sina sinnen.
Under kalla kriget byggdes ett underjordiskt bergrum som skulle bli en topphemlig försvarsanläggning och den första som skulle vara atombombsäkert  – dagens Aeroseum. Anläggningen under mark breder ut sig på hela 22 000 m². Den väldiga berghangaren byggdes mellan 1950 och 1955 och ligger nästan 30 meter under markytan. Den byggdes för att skydda svenska jaktplan mot kärnvapenanfall och är till ytan lika stor som tre fotbollsplaner. Anläggningen som finns i den militära delen (Säve depå)  är ett väl bevarat bevis på den tidens säkerhetstänkande. Anläggningen är sedan några år tillbaka inte längre ett skyddsobjekt och öppen för allmänheten.
Aeroseum drivs som en stiftelse och har utvecklats med stöd av Statens försvarshistoriska museer (SFHM), ett antal samverkanpartners och i princip egna medel.
Aeroseum arrangerar årligen arrangemang som Göteborgs Modell- och Hobbymässa och Barnens Flyghelg.

## Samling
Aeroseum har en större samling av både helikoptrar och flygplan.
Urval ur samling
- Helikopter 2
- Helikopter 3
- Helikopter 4
- Helikopter 5
- Helikopter 6
- Helikopter 9
- Helikopter 10
- J 29 Tunnan
- J 32 Lansen
- J 35 Draken
- AJ 37 Viggen
- JAS 39-2 Gripen
- GV 38
- Saab Safir
- Twin Bonanza
- SG 38
- Do 27

## Bildgalleri

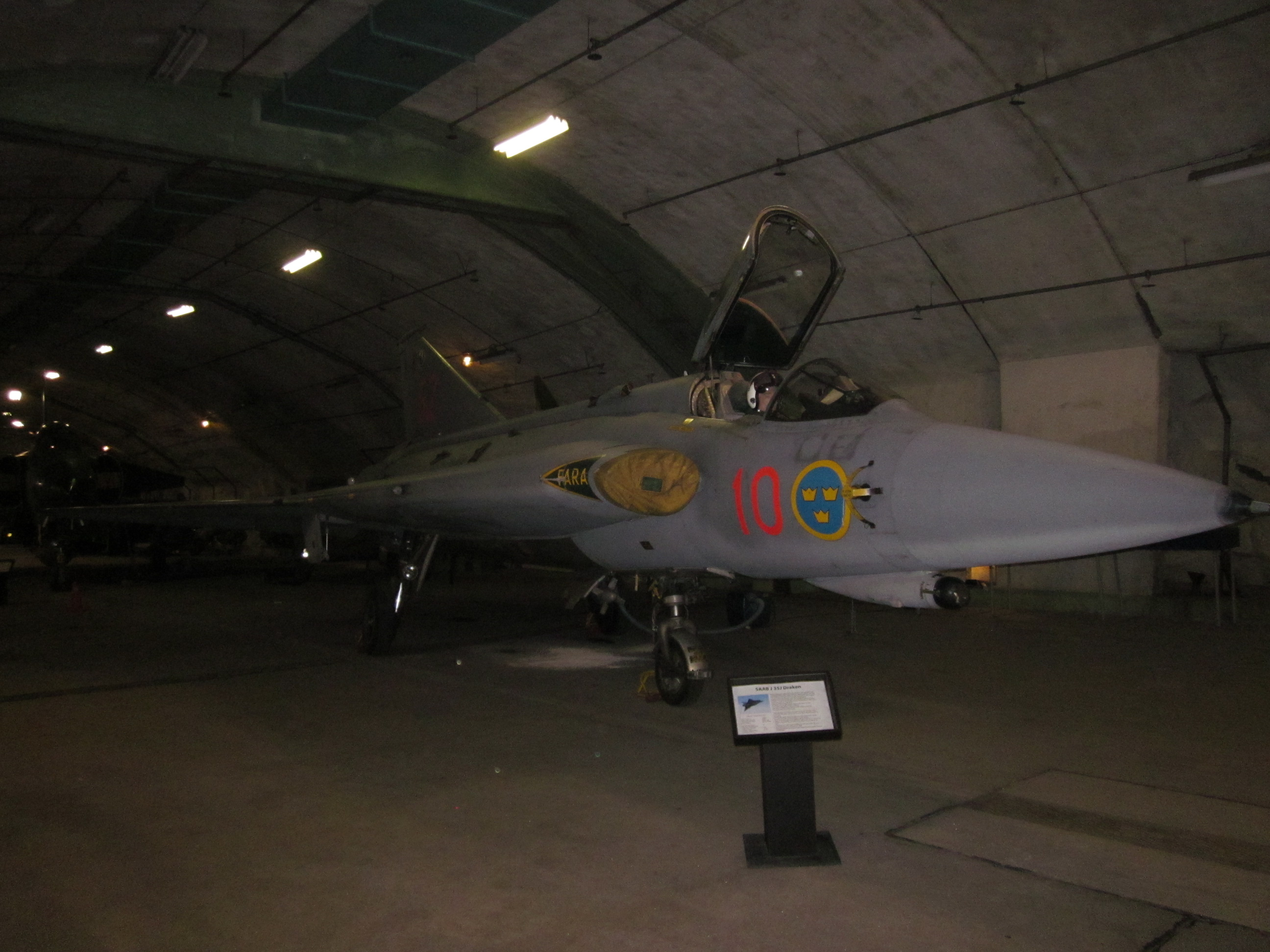
Saab J 35J Draken
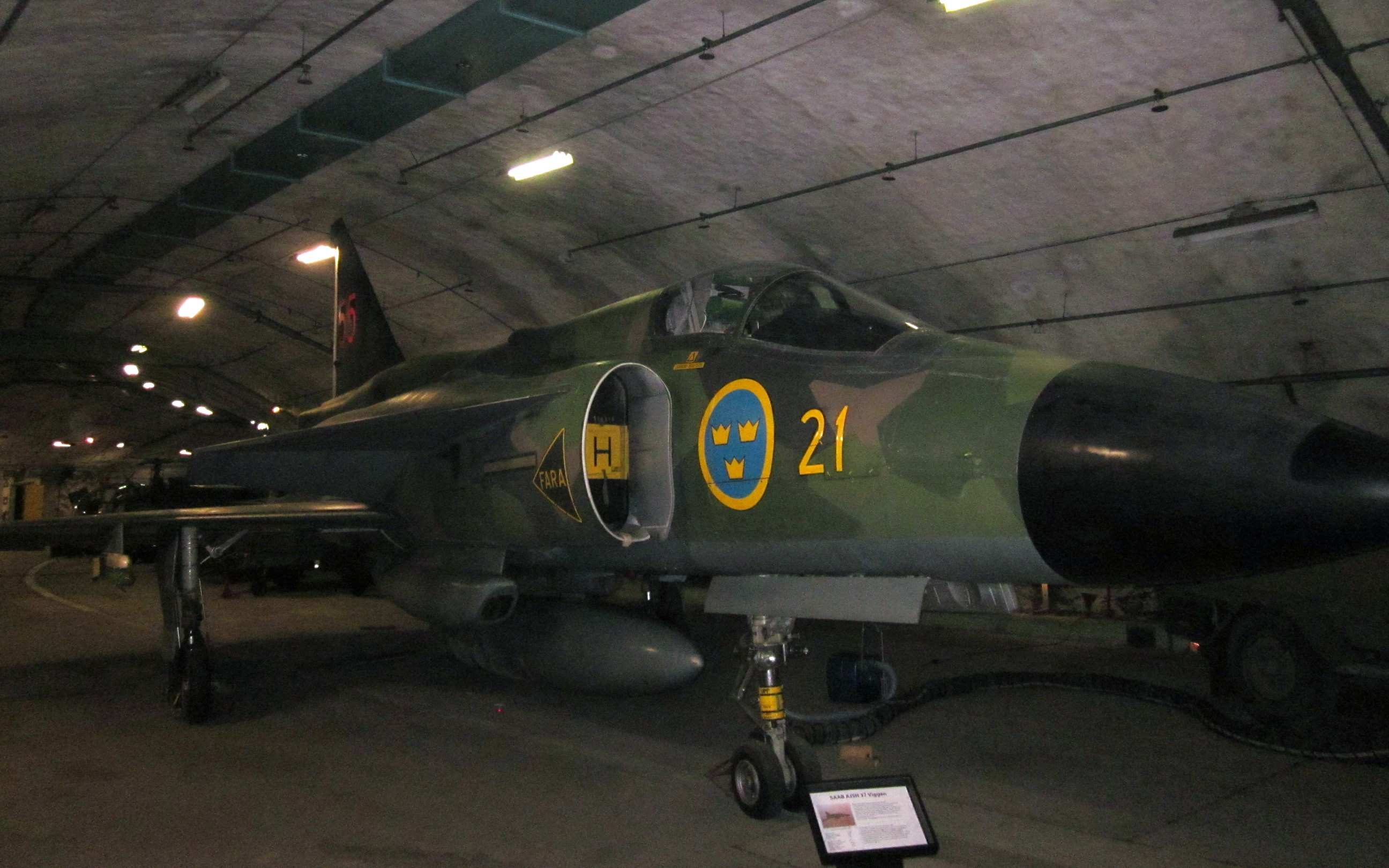
Saab AJSH 37 Viggen
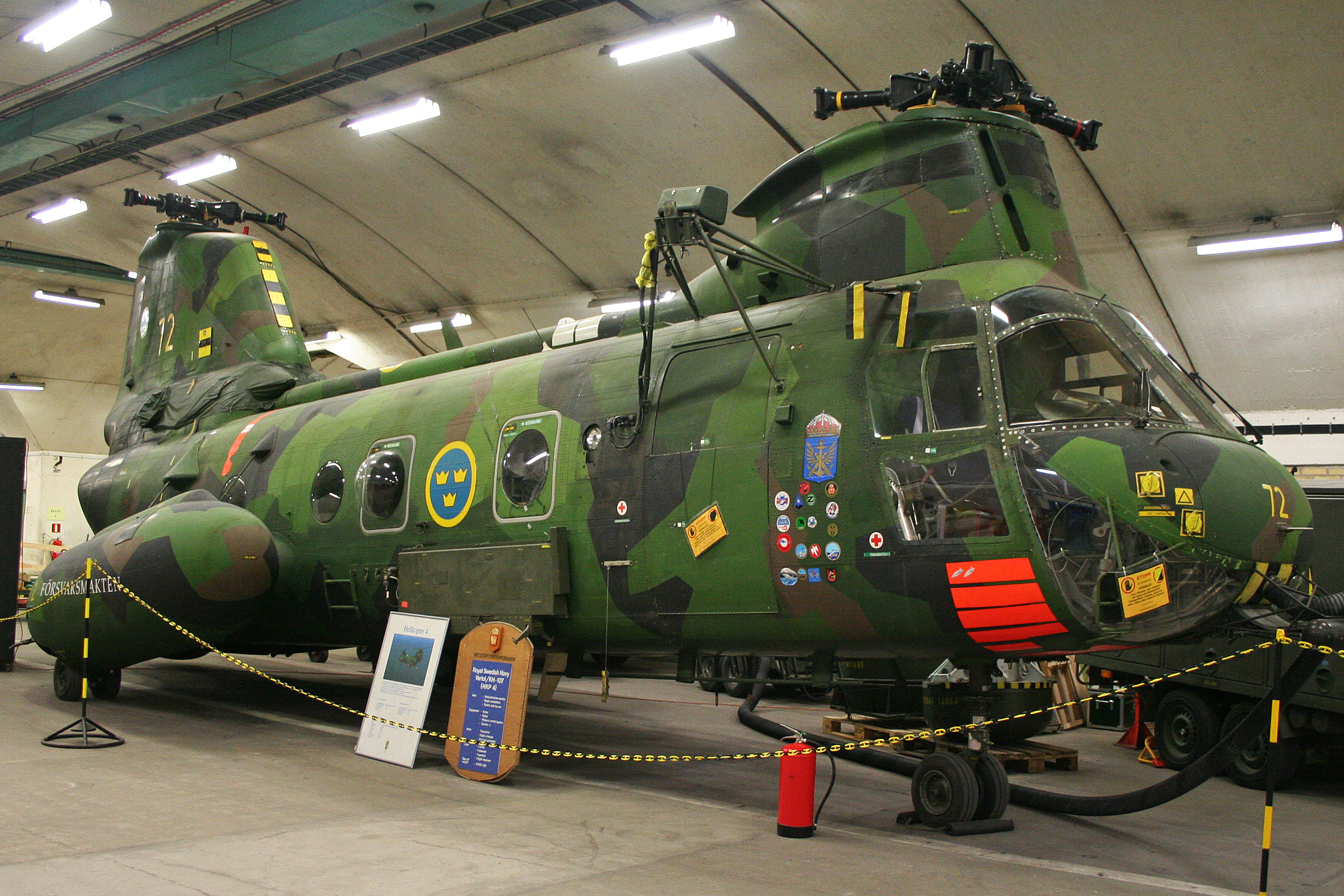
Hkp-4C (Boeing Vertol 107)
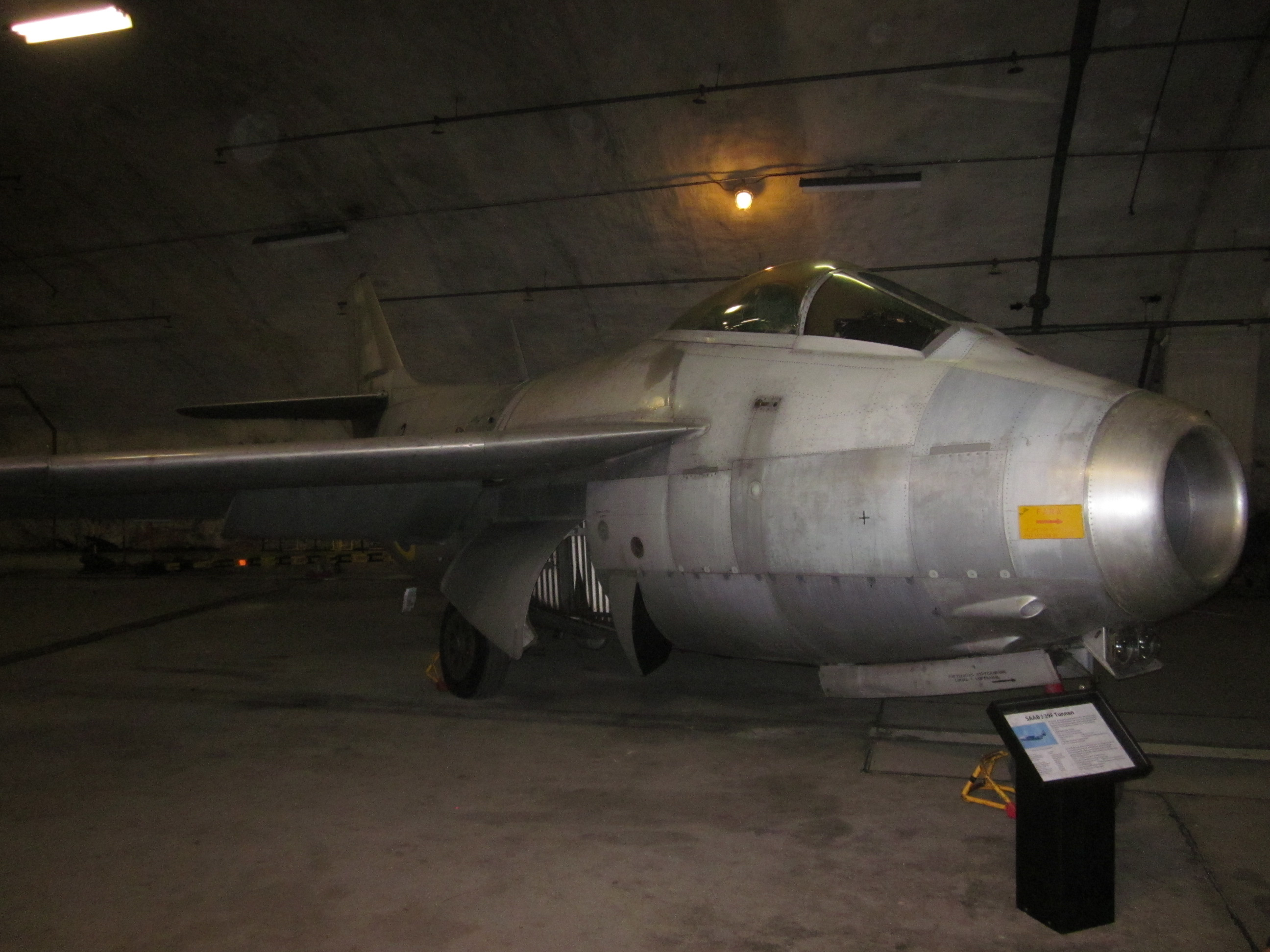
Saab J-29F Tunnan
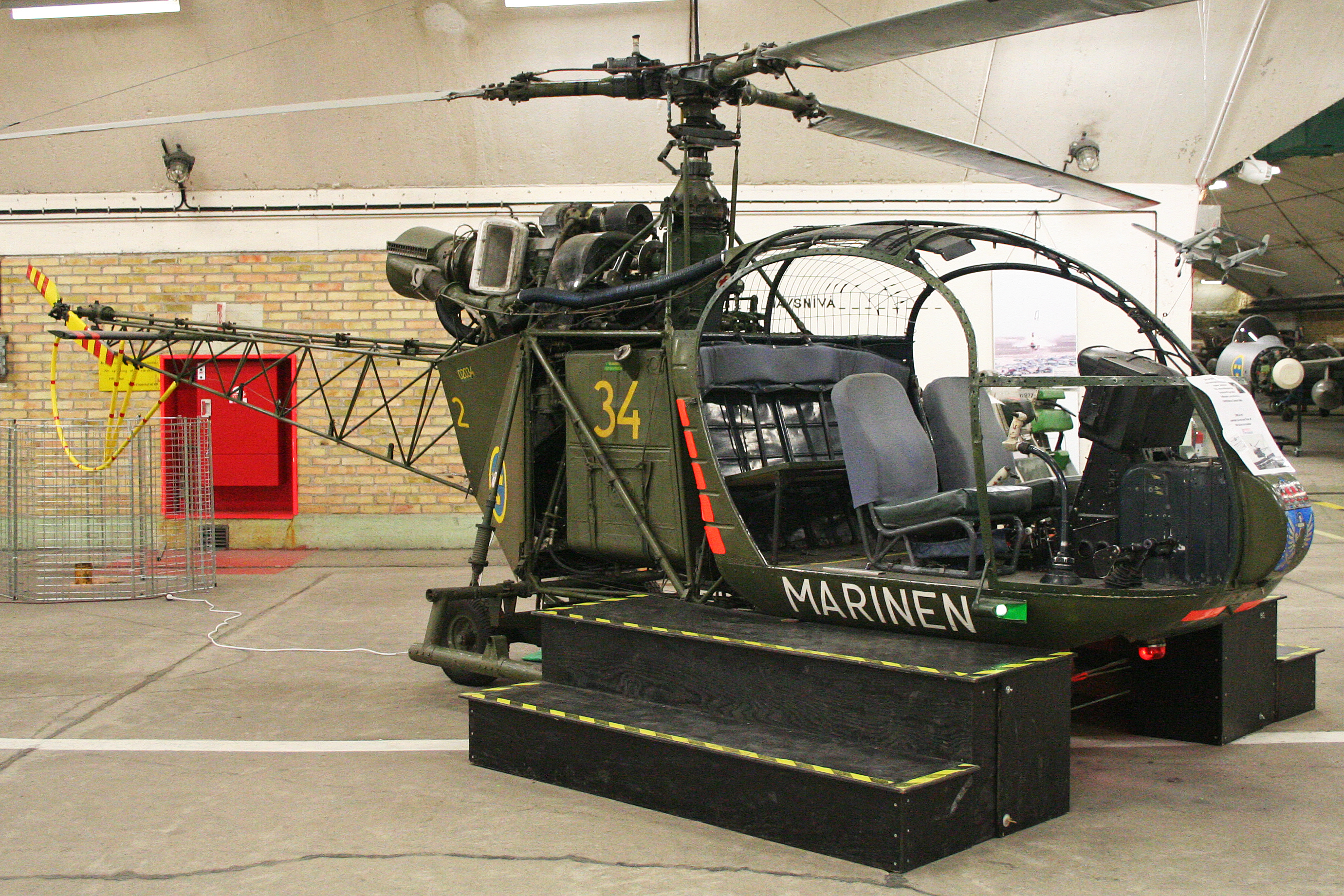
Hkp-2
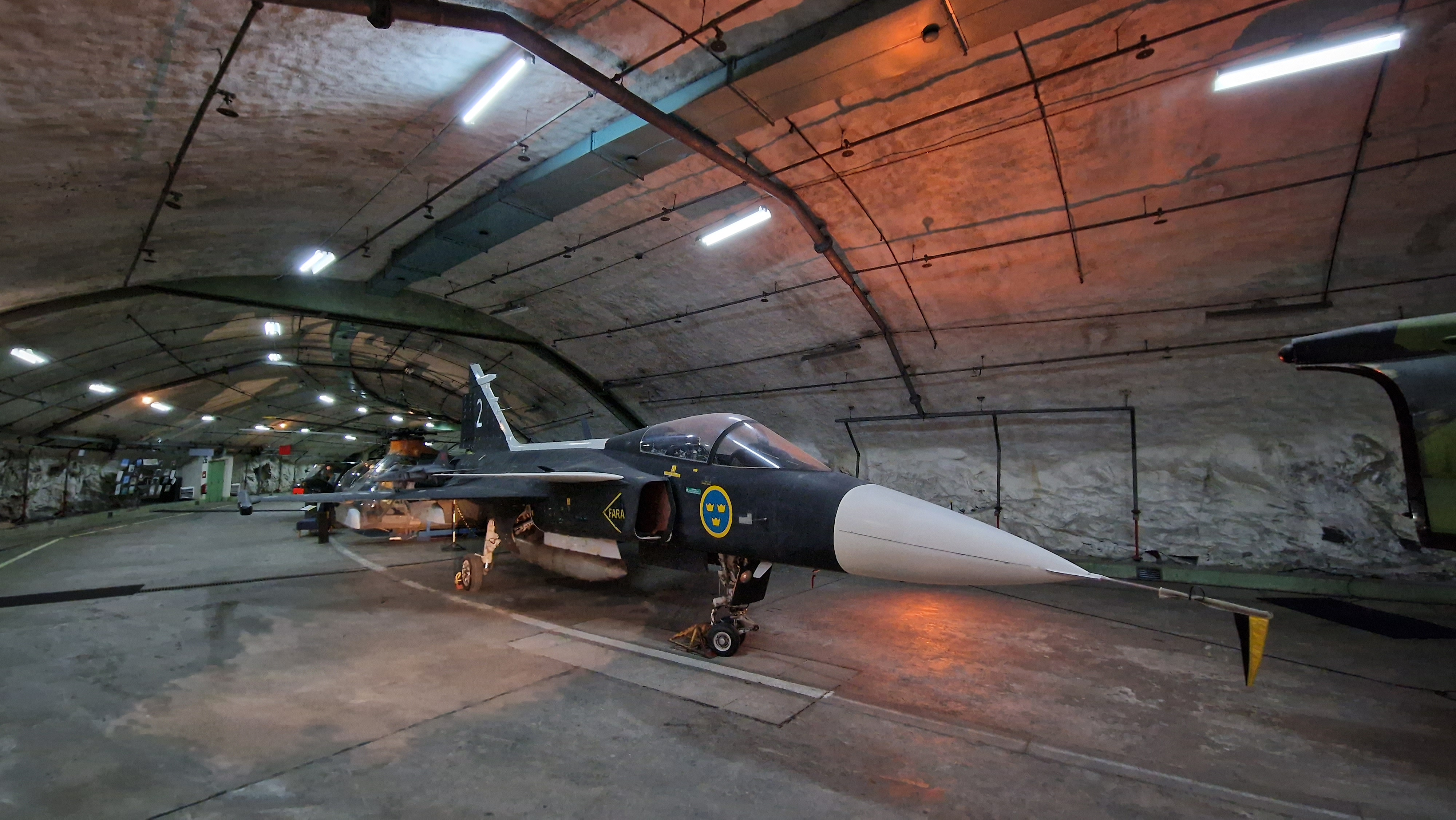
JAS 39-2 Gripen